# Persone di nome Jaime
| Questa pagina contiene informazioni ricavate automaticamente dalle voci biografiche con l'ausilio del template Bio e di un bot. L'aggiornamento è periodico e automatico e ricostruisce completamente la pagina. Se manca una persona in questa lista, sei pregato di non aggiungerla, ma accertati piuttosto che la sua voce biografica contenga il template Bio e che i dati anagrafici siano correttamente compilati. Se il template Bio manca, inseriscilo tu stesso o, in alternativa, metti l'avviso {{tmp\|Bio}} che ne segnala la mancanza. Se i dati riportati sono sbagliati, correggi direttamente la voce biografica; le modifiche saranno visibili in questa lista entro pochi giorni. Per chiarimenti vedi il progetto antroponimi. La lista contiene solo le 163 persone che sono citate nell'enciclopedia e per le quali è stato implementato correttamente il template Bio. Pagina aggiornata al 22 giu 2025. |

Questa è una lista di persone presenti nell'enciclopedia che hanno il nome Jaime, suddivise per attività principale.

## Agenti segreti(1)
- Ramón Mercader, agente segreto spagnolo (Barcellona, n. 1913 - L'Avana, † 1978)

## Allenatori di calcio(5)
- Jaime de Almeida, allenatore di calcio e ex calciatore brasiliano (Rio de Janeiro, n. 1953)
- Jaime Duarte, allenatore di calcio e ex calciatore peruviano (Lima, n. 1955)
- Jaime Lozano, allenatore di calcio e ex calciatore messicano (Città del Messico, n. 1979)
- Jaime Pacheco, allenatore di calcio e ex calciatore portoghese (Paredes, n. 1958)
- Jaime de la Pava, allenatore di calcio colombiano (Barranquilla, n. 1967)

## Allenatori di calcio a 5(1)
- Estuardo de León, allenatore di calcio a 5 e ex giocatore di calcio a 5 guatemalteco (n. 1977)

## Allenatori di tennis(1)
- Jaime Oncins, allenatore di tennis e ex tennista brasiliano (San Paolo, n. 1970)

## Architetti(1)
- Jaime Lerner, architetto, urbanista e politico brasiliano (Curitiba, n. 1937 - Curitiba, † 2021)

## Arcivescovi cattolici(3)
- Jaime Calderón Calderón, arcivescovo cattolico messicano (Churintzio, n. 1966)
- Jaime Pedro Gonçalves, arcivescovo cattolico mozambicano (n. 1936 - † 2016)
- Jaime de Palafox y Cardona, arcivescovo cattolico spagnolo (Ariza, n. 1642 - Siviglia, † 1701)

## Attori(6)
- Jaime Camil, attore e doppiatore messicano (Città del Messico, n. 1973)
- Jaime Fernández, attore messicano (Monterrey, n. 1927 - Città del Messico, † 2005)
- Jaime Lorente, attore spagnolo (Murcia, n. 1991)
- Jaime de Mora y Aragón, attore, pianista e cantante spagnolo (Madrid, n. 1925 - Marbella, † 1995)
- Jaime Ordóñez, attore spagnolo (Malaga, n. 1971)
- Jaime Sánchez, attore portoricano (Rincón, n. 1938)

## Attrici(6)
- Jaime Bergman, attrice e modella statunitense (Salt Lake City, n. 1975)
- Jaime King, attrice e modella statunitense (Omaha, n. 1979)
- Jaime Murray, attrice britannica (Londra, n. 1976)
- Jaime Ray Newman, attrice statunitense (Farmington Hills, n. 1978)
- Jaime Pressly, attrice e modella statunitense (Kinston, n. 1977)
- Jaime Winstone, attrice britannica (Londra, n. 1985)

## Beatmaker(1)
- El-P, beatmaker, polistrumentista e rapper statunitense (Brooklyn, n. 1975)

## Bibliografi(1)
- Jaime del Burgo Torres, bibliografo e storico spagnolo (Pamplona, n. 1912 - Pamplona, † 2005)

## Cantanti(3)
- Louta, cantante e musicista argentino (Buenos Aires, n. 1994)
- Robbie Robertson, cantante, polistrumentista e compositore canadese (Toronto, n. 1943 - Los Angeles, † 2023)
- Jaime St. James, cantante statunitense (Portland, n. 1960)

## Cardinali(6)
- Jaime de Barros Câmara, cardinale e arcivescovo cattolico brasiliano (São José, n. 1894 - Aparecida, † 1971)
- Jaime de Casanova, cardinale spagnolo (Játiva, n. 1435 - Roma, † 1504)
- Jaime Lucas Ortega y Alamino, cardinale e arcivescovo cattolico cubano (Jagüey Grande, n. 1936 - L'Avana, † 2019)
- Jaime Serra i Cau, cardinale e arcivescovo cattolico spagnolo (Valencia, n. 1427 - Roma, † 1517)
- Jaime Sin, cardinale e arcivescovo cattolico filippino (New Washington, n. 1928 - San Juan, † 2005)
- Jaime Spengler, cardinale e arcivescovo cattolico brasiliano (Gaspar, n. 1960)

## Cavalieri(1)
- Jaime García, cavaliere spagnolo (n. 1910 - † 1959)

## Cestiste(1)
- Jaime Nared, cestista statunitense (Portland, n. 1995)

## Cestisti(10)
- Jaime Echenique, cestista colombiano (Barranquilla, n. 1997)
- Jaime Fernández Bernabé, cestista spagnolo (Madrid, n. 1993)
- Jaime Frontera, ex cestista portoricano (Mayagüez, n. 1940)
- Jaime Heras, ex cestista spagnolo (Santa Cruz de Tenerife, n. 1982)
- Jaime Jáquez, cestista messicano (Camarillo, n. 2001)
- Jaime Lloreda, ex cestista panamense (Colón, n. 1980)
- Jimmy Mariano, ex cestista e allenatore di pallacanestro filippino (Malabon, n. 1942)
- Jaime Peterson, ex cestista dominicano (New York, n. 1971)
- Jaime Pradilla, cestista spagnolo (Saragozza, n. 2001)
- Jaime Silva, ex cestista portoghese (Ovar, n. 1980)

## Cicliste su strada(1)
- Jaime Nielsen, ciclista su strada neozelandese (Hamilton, n. 1985)

## Ciclisti su strada(4)
- Jaime Castrillo, ex ciclista su strada spagnolo (Jaca, n. 1996)
- Jaime Hernández, ex ciclista su strada spagnolo (Barcellona, n. 1972)
- Jaime Huélamo, ciclista su strada spagnolo (Cuenca, n. 1948 - Cuenca, † 2014)
- Jaime Rosón, ciclista su strada spagnolo (Zamora, n. 1993)

## Compositori(1)
- Jaime Casellas, compositore spagnolo (Valls, n. 1690 - Toledo, † 1764)

## Economisti(1)
- Jaime Caruana, economista spagnolo (Valencia, n. 1952)

## Filosofi(1)
- Jaime Balmes, filosofo e presbitero spagnolo (Vich, n. 1810 - Vich, † 1848)

## Fumettisti(1)
- Jaime Hernandez, fumettista e disegnatore statunitense (Oxnard, n. 1959)

## Generali(3)
- Jaime Abdul Gutiérrez, generale e politico salvadoregno (Sonsonate, n. 1936 - Dipartimento di La Libertad, † 2012)
- Jaime Milans del Bosch, generale spagnolo (Madrid, n. 1915 - Madrid, † 1997)
- Jaime de Guzmán-Dávalos y Spínola, generale e politico spagnolo (Siviglia, n. 1690 - Barcellona, † 1767)

## Giocatori di calcio a 5(1)
- Jaime Peñaloza, giocatore di calcio a 5 panamense (n. 1997)

## Linguisti(1)
- Jaime de Angulo, linguista, etnologo e scrittore spagnolo (Parigi, n. 1887 - † 1950)

## Lottatori(1)
- Jaime Espinal, lottatore dominicano (Santo Domingo, n. 1984)

## Modelle(1)
- Jaime Hammer, modella statunitense (Chicago, n. 1982)

## Nobili(1)
- Jaime de Rocamora, nobile spagnolo (Orihuela, n. 1684 - Orihuela, † 1740)

## Nuotatrici(1)
- Jaime Czarkowski, nuotatrice artistica statunitense (n. 2003)

## Pallanuotiste(1)
- Jaime Hipp, ex pallanuotista statunitense (Fresno, n. 1981)

## Pallanuotisti(1)
- Jaime Cruells, pallanuotista spagnolo (Barcellona, n. 1906 - Barcellona, † 1968)

## Piloti automobilistici(1)
- Jaime Alguersuari, ex pilota automobilistico e disc jockey spagnolo (Barcellona, n. 1990)

## Pittori(1)
- Jaime Baço, pittore spagnolo (Valencia - † 1461)

## Poeti(1)
- Jaime Sabines, poeta e politico messicano (Tuxtla Gutiérrez, n. 1926 - Città del Messico, † 1999)

## Politiche(1)
- Jaime Herrera Beutler, politica statunitense (Glendale, n. 1978)

## Politici(10)
- Jaime Bonilla Valdez, politico e imprenditore messicano (Tijuana, n. 1950)
- Jaime Díaz Rozzotto, politico e docente guatemalteco (Quetzaltenango, n. 1918 - Marchaux, † 2011)
- Jaime Gama, politico portoghese (Ponta Delgada, n. 1947)
- Jaime Guzmán, politico e giurista cileno (Santiago del Cile, n. 1946 - Santiago del Cile, † 1991)
- Jaime Lusinchi, politico venezuelano (Clarines, n. 1924 - Caracas, † 2014)
- Jaime Pardo Leal, politico, avvocato e sindacalista colombiano (Ubaque, n. 1941 - La Mesa, † 1987)
- Jaime Paz Zamora, politico boliviano (Cochabamba, n. 1939)
- Jaime Pizarro, politico, allenatore di calcio e ex calciatore cileno (Santiago del Cile, n. 1964)
- Jaime Roldós Aguilera, politico ecuadoriano (Guayaquil, n. 1940 - Loja, † 1981)
- Jaime Torres Bodet, politico e scrittore messicano (Città del Messico, n. 1902 - Città del Messico, † 1974)

## Pugili(1)
- Jaime Munguía, pugile messicano (Tijuana, n. 1996)

## Rapper(1)
- Taboo, rapper e attore statunitense (Los Angeles, n. 1975)

## Registi(4)
- Jaime Camino, regista e sceneggiatore spagnolo (Barcellona, n. 1936 - Barcellona, † 2015)
- Jaime Chávarri, regista e sceneggiatore spagnolo (Madrid, n. 1943)
- Jaime Rosales, regista e sceneggiatore spagnolo (Barcellona, n. 1970)
- Jaime de Armiñán, regista, sceneggiatore e drammaturgo spagnolo (Madrid, n. 1927 - Madrid, † 2024)

## Scacchisti(2)
- Jaime Santos Latasa, scacchista spagnolo (San Sebastián, n. 1996)
- Jaime Sunye Neto, scacchista brasiliano (Curitiba, n. 1957)

## Scrittori(4)
- Jaime Bayly, scrittore e giornalista peruviano (Lima, n. 1965)
- Jaime Cortesão, scrittore, politico e storico portoghese (Cantanhede, n. 1884 - Lisbona, † 1960)
- Jaime Jackson, scrittore statunitense (n. 1947)
- Jaime Riera Rehren, scrittore cileno (Santiago del Cile, n. 1945)

## Tennisti(4)
- Jaime Faria, tennista portoghese (Lisbona, n. 2003)
- Jaime Fillol, ex tennista cileno (Santiago del Cile, n. 1946)
- Jaime Pinto Bravo, ex tennista cileno (n. 1939)
- Jaime Yzaga, ex tennista peruviano (Lima, n. 1967)

## Vescovi cattolici(3)
- Jaime de Conchillos, vescovo cattolico spagnolo (Tarazona, † 1542)
- Jaime Soto, vescovo cattolico statunitense (Inglewood, n. 1955)
- Jaime Jimeno de Lobera, vescovo cattolico spagnolo (Ojos Negros - Teruel, † 1594)

## Violinisti(1)
- Jaime Laredo, violinista e direttore d'orchestra boliviano (Cochabamba, n. 1941)